# Achères-la-Forêt
Achères-la-Forêt é uma comuna francesa, situada no departamento de Sena e Marna na região de Ilha de França. Segundo censo de 2016, havia 1 139 habitantes. Tem 12,6 quilômetros quadrados de área.